# Wapen van Amstenrade

Het wapen van Amstenrade

Het wapen van Amstenrade werd in 1925 aan de Nederlands Limburgse gemeente Amstenrade toegekend.

## Blazoenering
Het wapen kreeg op 11 maart 1925 de volgende blazoenering:
Gedeeld: I in keel een zilveren dubbel slangenkopkruis; in een hartschild van zilver 3 koeken van keel, II gevierendeeld: a en d in zilver een dubbelstaartige goudgekroonde en roodgetongde leeuw van sabel, b en c in zilver een driehoekige egge van sabel. Wordende het schild vastgehouden door de H.Gertrudis.
Het wapen is in twee delen gedeeld: het eerste is rood met daarop een kruis waarvan de armen eindigen in twee slangenkoppen. Dit deel heeft een hartschild dat eveneens van zilver is met daarop drie rode koeken (cirkels). Het tweede deel is gecarteleerd in vier zilveren kwartieren. In het eerste en vierde deel een zwarte leeuw met gouden kroon en twee staarten. In het tweede en derde deel een driehoekige zwarte eg. 
De heilige is te herkennen aan de drie muizen die op haar gouden kromstaf omhoog klimmen, zij houdt deze kromstaf in haar linkerhand. Gertrudis is van natuurlijke kleur en zij is gekleed in een zwarte habijt. Om haar hoofd heeft zij een gouden aureool.

## Geschiedenis
Het slangenkruis is afkomstig van het wapen van het geslacht Van Huyn. Het gevierendeelde deel is afkomstig van het wapen van de familie De Marchant. Van Huyn regeerde als eerste over de heerlijkheid Amstenrade en De Marchant (of De Marchant et d'Ansembourg) als laatste. In 1537 werd de schepenbank van Oirsbeek verpand aan de familie van Huyn. In 1610 kocht de familie Huyn de schepenbank Oirsbeek waar ook Amstenrade onder viel. 44 jaar later werd het gebied omgevormd tot het graafschap Amstenrade-Geleen. Sint Gertrudis is de beschermheilige van Amstenrade.
Het hartschild met de drie rode koeken is afkomstig van het wapen van Printhagen.
De eerste keer dat de gemeente een wapen aanvroeg was in 1896, dit wapen bevatte eveneens het wapen van de familie Van Huyn (alleen het slangenkopkruis) op een schildje met een kroon van vijf bladeren. Daarnaast een ander schildje met daarop het wapen van D'Ansembourg, ook dit schildje gedekt door een vijfbladige kroon. Beide schildjes werden middels een lint vastgehouden door sint Aldegonda. De Hoge Raad van Adel adviseerde negatief op dit voorstel en droeg twee alternatieven voor, waar de historische achtergrond bij behouden bleef:
- Het schild zou gedeeld worden met daarop de parochieheilige en het wpen van D'Assembourg zou op de andere helft komen. Het wapen van Huyn zou dus niet op het wapen komen.
- Eveneens gedeeld, links de wapens van D'Assenbourg met daaronder dat van Van Huyn van Amstenrade. Rechts de parochieheilige.

25 jaar na het eerste voorstel koos de gemeente voor het wapen dat later aangenomen werd, het betrof een vierde en iets minder overladen ontwerp dan dat de gemeente eigenlijk verkoos.

## Vergelijkbare wapens
De volgende wapens hebben op historische gronden overeenkomsten met het wapen van Amstenrade.

Het wapen van Beek
Het wapen van Beekdaelen
Het wapen van Bingelrade
Het wapen van Broeksittard
Het wapen van Brunssum
Het wapen van Geleen
Het wapen van Jabeek
Het wapen van Merkelbeek
Het wapen van Munstergeleen
Het wapen van Oirsbeek
Het wapen van Onderbanken
Het wapen van Schinnen
Het wapen van Schinveld
Het wapen van Spaubeek

Ambt Montfort
· Amby
· Amstenrade
· Arcen en Velden
· Baexem
· Beegden
· Beek
· Belfeld
· Bemelen
· Berg en Terblijt
· Bingelrade
· Bocholtz
· Borgharen
· Born
· Broekhuizen
· Broeksittard 
· Buggenum
· Bunde
· Cadier en Keer
· Echt 
· Eijsden
· Elsloo
· Eygelshoven
· Geleen
· Gennep
· Geulle
· Grathem
· Grevenbicht
· Gronsveld
· Grubbenvorst
· Gulpen 
· Haelen
· Heel
· Heel en Panheel
· Heer
· Helden
· Herten
· Heythuysen
· Hoensbroek
· Horn
· Horst
· Houthem
· Hulsberg
· Hunsel
· Itteren
· Jabeek
· Kessel
· Klimmen
· Limbricht
· Linne
· Maasbracht
· Maasbree
· Maasniel
· Margraten
· Meerlo
· Meerlo-Wanssum
· Meerssen
· Meijel
· Melick en Herkenbosch
· Merkelbeek
· Mheer
· Montfort
· Munstergeleen
· Neer
· Neeritter
· Nieuwenhagen
· Nieuwstadt
· Noorbeek
· Nuth
· Onderbanken
· Obbicht en Papenhoven
· Ohé en Laak
· Oirsbeek
· Ottersum
· Oud-Valkenburg
· Oud-Vroenhoven
· Posterholt
· Roggel
· Roggel en Neer
· Roosteren
· Schaesberg
· Schimmert
· Schinnen
· Schinveld
· Sevenum
· Simpelveld
· Sint Geertruid
· Sint Odiliënberg
· Sint Pieter
· Sittard
· Slenaken
· Spaubeek
· Stramproy
· Stevensweert
· Susteren
· Swalmen
· Tegelen
· Thorn
· Ubach over Worms
· Ulestraten
· Urmond
· Valkenburg
· Vlodrop
· Wanssum
· Wessem
· Wijlre
· Wijnandsrade
· Wittem